# Јунион (Илиноис)
Јунион (енгл. Union) град је у америчкој савезној држави Илиноис.

## Демографија
По попису из 2010. године број становника је 580, што је 4 (0,7%) становника више него 2000. године.
| Група             | 2000.       | 2010.       |
| Белци             | 550 (95,5%) | 542 (93,4%) |
| Афроамериканци    | 0 (0,0%)    | 4 (0,7%)    |
| Азијати           | 0 (0,0%)    | 6 (1,0%)    |
| Хиспаноамериканци | 23 (4,0%)   | 23 (4,0%)   |
| Укупно            | 576         | 580         |